# سیارک ۱۵۹۷۱
سیارک ۱۵۹۷۱ (به انگلیسی: 15971 Hestroffer، نامگذاری:1998FA11) پانزده هزار و نهصد و هفتاد و یکمین سیارک کشف شده‌است که در ۲۵ مارس ۱۹۹۸ کشف شد.
قدر مطلق سیارک برابر ۱۱.۷ است.